# Dora Rúbio
Dora de Castro Rúbio (São Paulo, 15 de novembro de 1930 — São Paulo, 19 de junho de 1981) foi uma enxadrista brasileira e a primeira campeã do Brasil no ano de 1957, torneio disputado entre os dias 6 e 11 de maio de 1957 tendo como sede o Clube de Xadrez de São Paulo. No ano de 1961 venceu o campeonato invicta com 100% de aproveitamento. Venceu no total o campeonato quatro vezes (1957, 1960, 1961, 1962).